# Australostichopus mollis
Australostichopus mollis je druh sumýše z čeledi Stichopodidae a monotypického rodu Australostichopus. Popsal jej Frederick Wollaston Hutton a je známo několik synonym: Holothuria anapinusa, Holothuria mollis, Holothuria robsoni, Holothuria victoriae a Stichopus simulans. Obývá jižní pobřeží Austrálie a pobřeží Nového Zélandu. Přednost dává kamenitému, ale i písčitému terénu. Běžně se vyskytuje v hloubkách okolo sta metrů, lze jej najít i ve 140 metrech. Jedno stanoviště obvykle nemění.
Australostichopus mollis měří na délku maximálně 25 cm a váží zhruba 116 g. Jeho tělo je zbarveno hnědě se skvrnami až černě a jeho spodní část je pokryta výběžky sloužícími k pohybu. Okolo ústního otvoru se nachází několik chapadel, kterými si sumýš nahání svou potravu – detrit – do úst. Potravu vyhledává hlavně v noci a přesouvá se při tom až o několik metrů. Sběrem detritu pomáhá tento druh čistit oceány od organického materiálu a nabízí tak prostředky k omezování znečišťujících dopadů pobřežních akvakultur mlžů.
Rozmnožování probíhá mezi listopadem a únorem, pro přežití mláďat je důležitá nižší teplota vody. Australostichopus mollis naklade vajíčka a vypustí spermie do vody, kde dojde k oplodnění. Larvální fáze trvá asi tři až čtyři týdny. Nedospělí jedinci žijí krypticky v mělké vodě. Své plné velikosti dosáhnou ve dvou letech, pohlavní dospělosti dosáhnou již o rok dříve. Průměrná délka života činí 3 až 4 roky. Mezi přirozené nepřátele se řadí hvězdice patřící do rodu Luidia a ryby z rodu Parapercis. Sumýši se brání vyvrhnutím vnitřních orgánů proti nepříteli, regenerace je však velmi pomalý proces, pokud jedinec vůbec přežije.
Velikost populace je neznámá, ale druh se vyskytuje podél pobřeží Austrálie a Nového Zélandu hojně. Lov je ve vodách Nového Zélandu omezen kvótami. Mezinárodní svaz ochrany přírody považuje sumýše Australostichopus mollis jako málo dotčeného.